# Miedzyn
Miedzyn – osada w Polsce położona w województwie zachodniopomorskim, w powiecie pyrzyckim, w gminie Lipiany.
| SIMC    | Nazwa    | Rodzaj     |
| ------- | -------- | ---------- |
| 0778219 | Głębokie | przysiółek |
| 0778231 | Mielnik  | przysiółek |
| 0778254 | Wądół    | przysiółek |

W skład sołectwa Miedzyn wchodzą także osady Żarnowo i Józefin.
W latach 1975–1998 miejscowość administracyjnie należała do województwa szczecińskiego.